# سامسونگ دیجیمکس ای۶
سامسونگ دیجیمکس ای۶ (به انگلیسی: Samsung Digimax A6) یک دوربین عکاسی ساخت شرکت سامسونگ است.